# Halver
Halver település Németországban, azon belül Észak-Rajna-Vesztfália tartományban. Lakosainak száma 16 284 fő (2023. december 31.). Halver Kierspe és Lüdenscheid községekkel határos.

## Története
Havel a környék viszonylag korán iparosodó települése. A vas- és fémfeldolgozás már az 1780-as években megkezdődött itt, néhány évtizeddel később már 200 fémmegmunkáló dolgozott a városban.
A 19. és 20. században nagy hagyománya volt a helyi gazdaságban a kovácsolásnak, szerszám iparnak.  1934-től pedig már egy vasgyár, drót gyárak, kovácsolás, lapát, ásó, edények előállítása, és elektromos ipar is működött a településen.

## Galéria

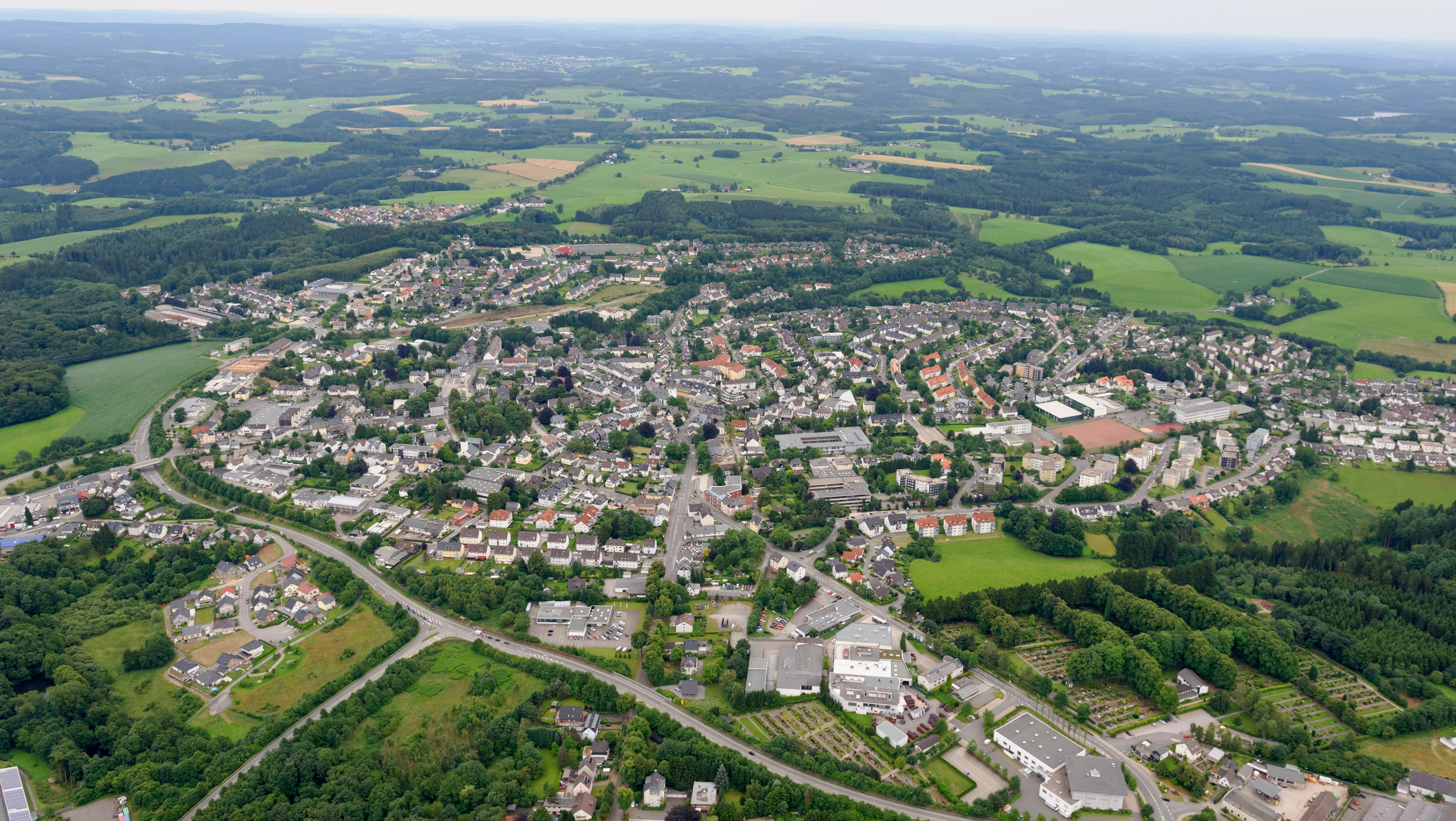
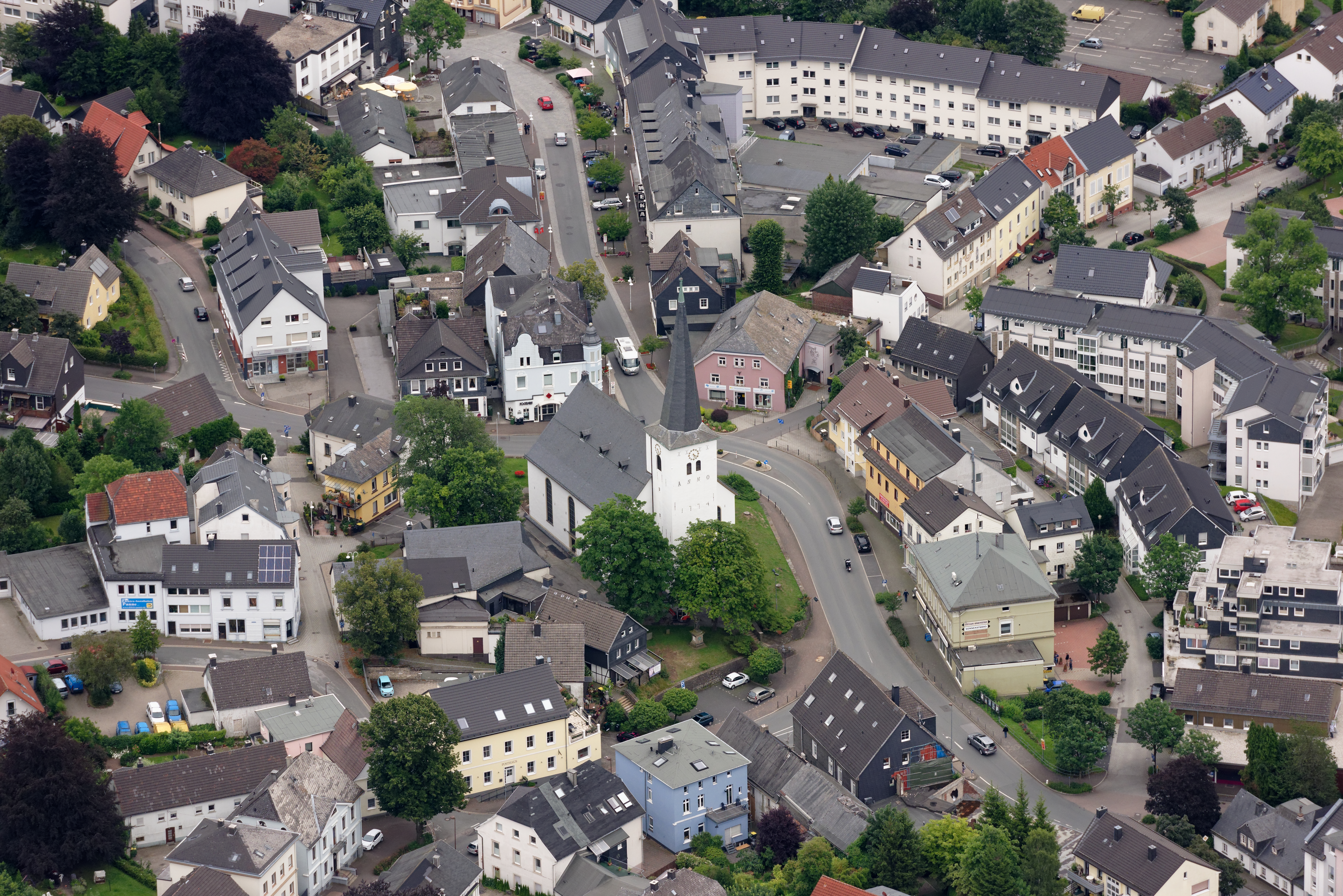
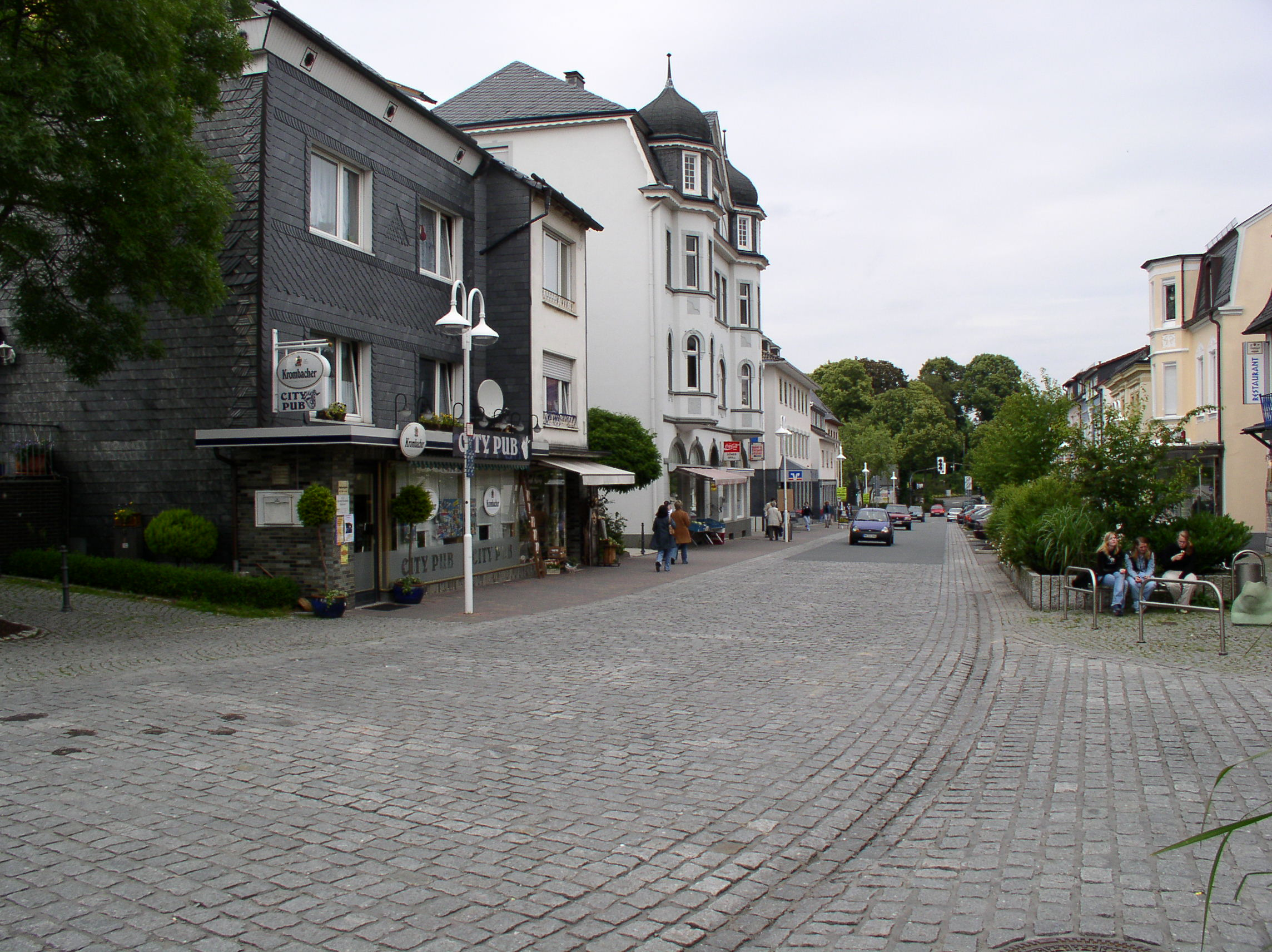
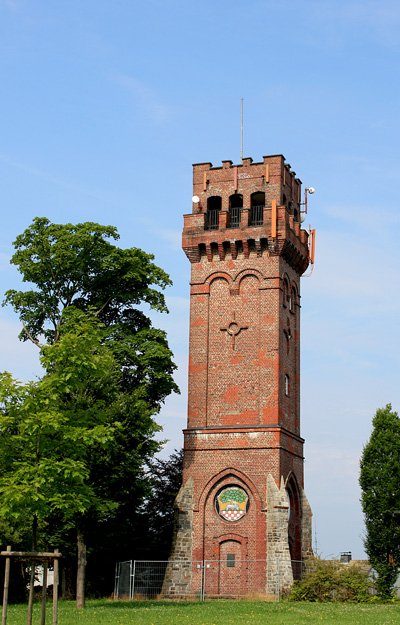
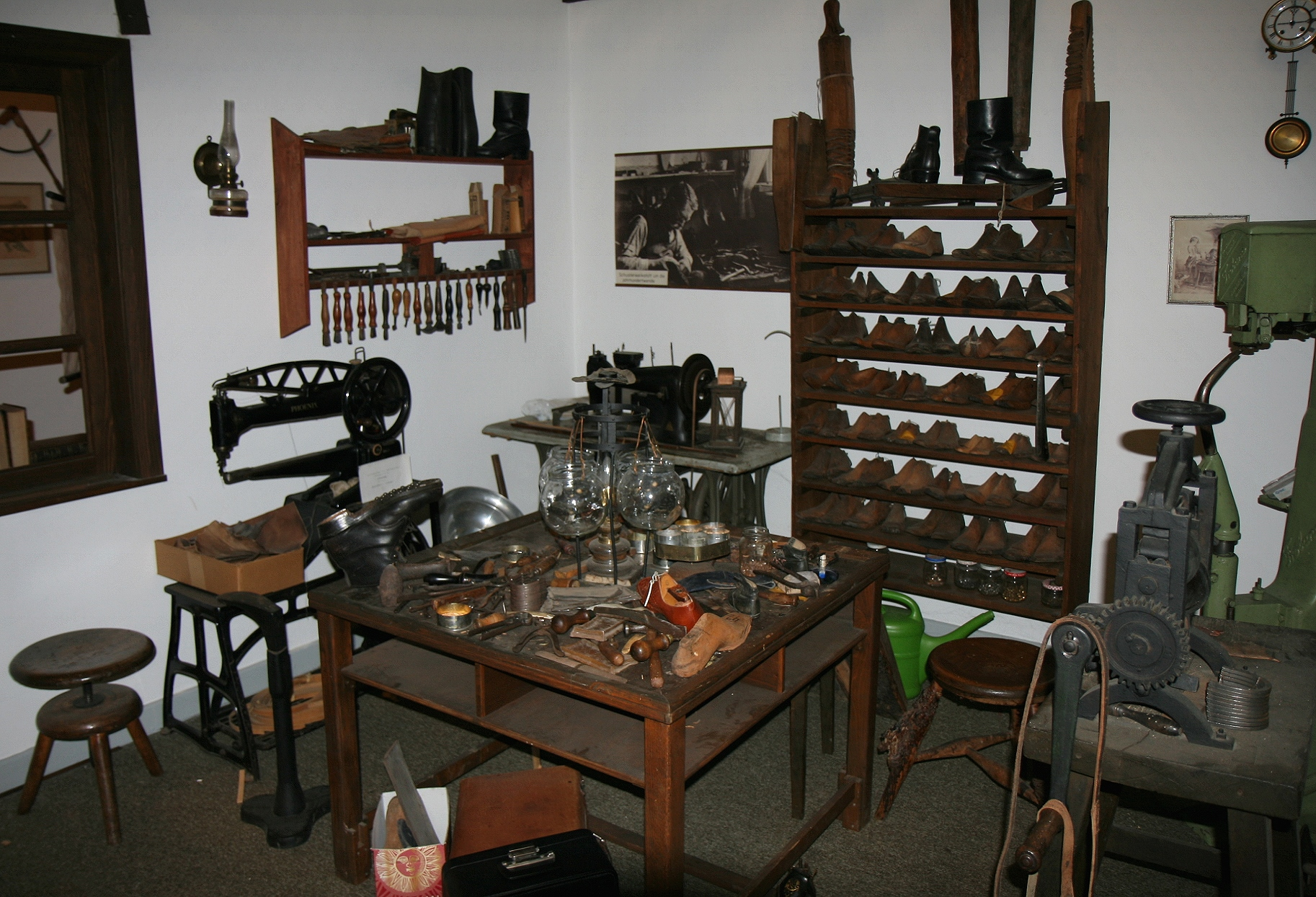
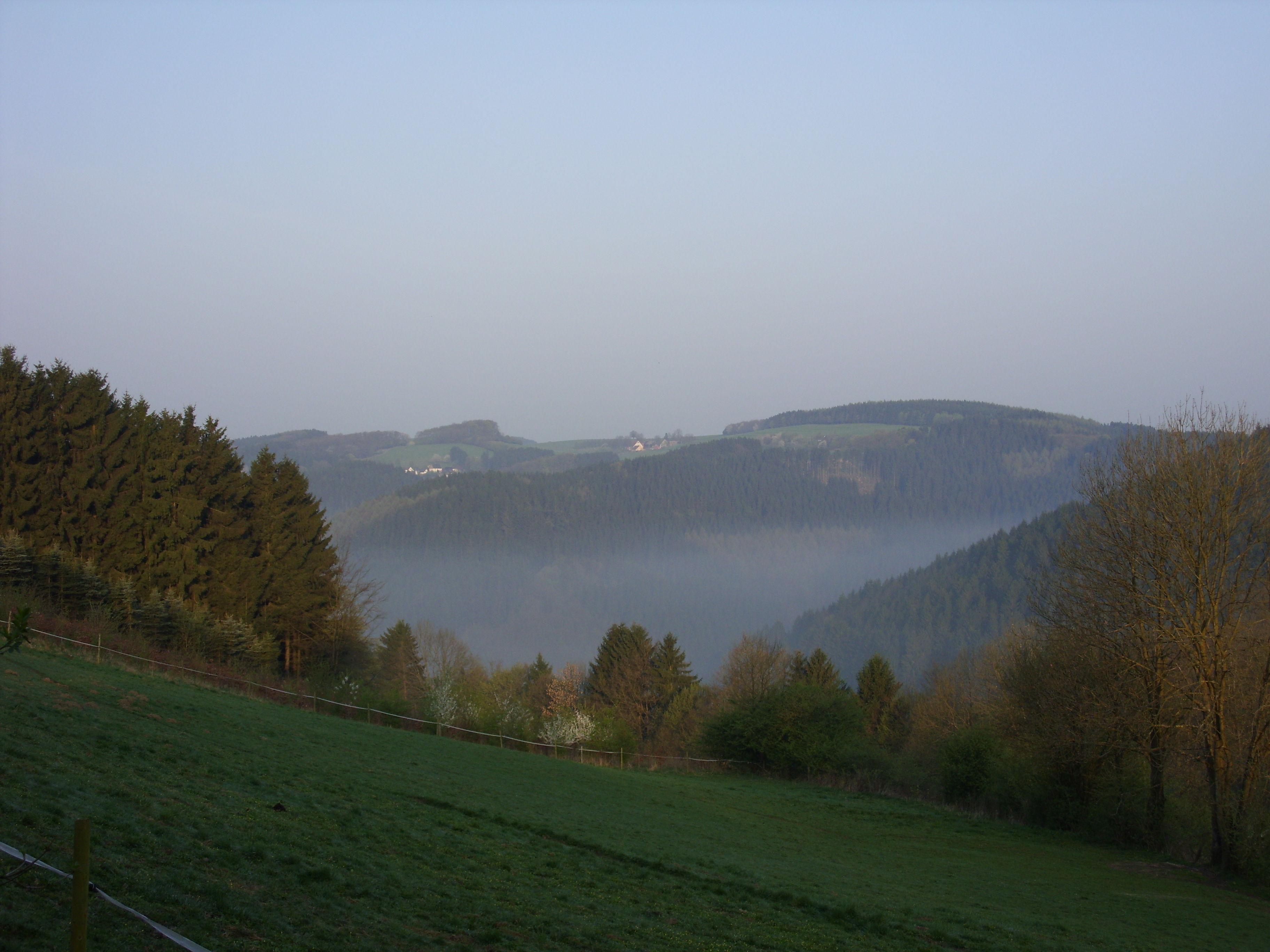

## Fekvése
Hagentől délre fekvő település.

## Nevezetességek
- Nicolaus kirche
- Heimatmuseum

## Népesség
A település népességének változása:
| Lakosok száma | 15 166 | 16 128 | 16 106 | 16 120 | 16 347 | 16 284 |
|               | 1975   | 2017   | 2019   | 2021   | 2022   | 2023   |